# 주권
주권(主權, 영어: sovereignty)의 개념에 대해서는 정치학자들마다 다양한 정의가 존재한다. 국가주권 또는 국권이라 부르기도 한다. 근대적 주권의 개념이 형성되고 있던 시기에 주권론을 펼친 장 보댕과 나치 치하에서 정치철학을 연구한 바 있던 카를 슈미트의 정의는 그 가운데서도 특히 살펴볼 만한 정의라고 할 수 있다.
- "주권은 국가의 절대적이며 영구적인 권력이다(장 보댕)"
- "주권은 예외상태를 선포할 수 있는 권력을 의미한다(카를 슈미트)"

주권은 영토, 국민과 함께 국가를 구성하는 3대 요소 중 하나이다. 현대 세계에 어느 국가의 주권도 미치지 않는 지역은 남극 대륙뿐이다.

## 역사

### 고전
고대 로마의 법학자 울피안은 주권을 다음과 같이 설명한다.
- 백성들의 통치권(en:imperium)은 로마 황제(emperor)에게 양도된다.
- 로마 황제는 법에 구속되지 않는다.
- 로마 황제의 말은 법이다. 로마 황제는 법을 만들며, 구속력을 갖는다.

울피안은 주권(sovereignty) 보다는 황제(emperor)라고 표현했다.

### 근대
보댕과는 다르게, 사회계약에서 주권은 국민의 양도에 의해 구성된 것으로 간주된다. 이 예에서처럼 주권 개념은 다양한 국면을 통과해 온 것으로 보인다.

## 현대 국가의 주권

### 외교적 주권
외교적 주권은 타국과 상호 관계를 수립할 수 있는 권리를 뜻한다. 일반적으로 수교를 통해 외교관계가 수립된다.
인도에 외교권을 위임한 부탄과 같이 속국의 상태에 있는 국가는 외교적 주권을 행사할 수 없으며, 완전한 주권 국가라도 국제적으로 승인 되지 않은 국가는 외교적 주권 행사가 제한적인데, 일례로 한국은 을사늑약을 통해 외교권을 일본에게 강제 위임했던 적이 있다.
국제사회에서는 강대국이 약소국의 주권을 침해하는 사례가 빈번하게 발생하고 있다. 강대국이 약소국에 부당한 압력을 행사하여 자국의 뜻에 따르도록 강요하는 것이 대표적인 예이다.

### 연방 국가의 주권
연방 국가는 배타적인 주권을 가진 지방 정부의 연합체이다. 지방 정부가 관할하는 지역에 대해서는 각 지방 정부가 배타적인 권리를 갖는다. 외교권과 군사권은 일반적으로 중앙 정부의 고유 권한이기 때문에, 지방 정부는 외교권을 행사할 수 없고 독자적인 군대를 보유할 수 없다. 또한, 헌법에 명시된 중앙 정부의 권한 내에서는 중앙 정부의 방침에 따라야 한다.
지방 정부와 중앙 정부와의 관계는 각국마다 차이가 있다. 미국은 지방 정부의 권한에 제약이 거의 없고, 러시아는 지방 정부의 권한에 제약이 많다.

## 국내문제불간섭의무
국가 또는 국제기구는 한 국가가 자신의 국내법에 의해 규율하는 국가관할사항에 대해 그 정당한 권원없이 의사를 강제하여서는 안된다는 일반국제법상의 의무이다.UN헌장 제2조 제7항은 UN의 의무로서 회원국에 대한 국내문제불간섭의무의 근거 규정이다. 이 규정에 근거하여 국가의 국내문제불간섭의무가 창설되는 것이 아니다.

### 국내문제의 개념
국내문제는 영토적 개념이 아니고, 유동적 상대적 개념이다. 국제법의 영역확대와 더불어 국내문제가 대체로 축소되고 있다. 튀니지-모로코 국적법 사건(1923, PCIJ)에서 ①어떠한 사항이 전적으로 한 국가의 국내관할권에 속하는가는 본질적으로 상대적인 문제로서 국제관계의 변화에 따라 변한다. ② 국적과 같이 원칙적으로 국제법이 규율하지 않는 사항이라도 조약 상의 의무에 의하여 국가의 자유재량이 제한되는 경우가 있다고 판시하였다.

### 간섭의 개념
근거 없이 타국의 국내문제에 그 의사에 반해 무력적, 정치적, 경제적 압력의 방법으로 자국의 의사를 강요하는 행위를 일컫는다. ICJ는 니키라과 사건에서 타국가의 영토 내의 반란세력을 지원하는 행위 그 자체가 비군사적이라 하더라도 간섭에 해당하며, 무기 등의 지원과 같은 간접적인 군사지원은 간섭에 해당하는 것은 물론이고, UN헌장 제2조제4항이 금지하고 있는 불법적인 무력행사나 위협에 해당하나, 자위권의 대상이 되는 무력공격으로는 간주되지 않는다고 판시하였다.

## 주권면제

##### The Schooner Exchange號 Case(1823, 미연방법원)
주권면제에 관한 고전적 판례로 프랑스가 미국인 소유 선박인 익스체인지(The Exchange) 호를 공해상에서 나포하여 프랑스 해군에 편입시켰다. 그 후 동선박이 해난으로 미국에 입항하자 원 소유주가 이의 반환을 요구하는 소송을 미국 법원에 제기하였다. 이 사건에서 일국의 권위가 타국의 법원에 복종할 수 있는가가 쟁점이 되었는데 법원은 일국의 영역관할권은 외국주권자를 대상으로 할 수 없다라고 판시하였다.

## 같이 보기
- 주권 국가
- 주권면제